# Amenukal dell'Ahaggar
Lista degli amenukal dell'Ahaggar (della tribù nobile dei Kel Ghela). 
Come è noto, i Tuareg del nord si considerano discendenti da Tin Hinan ("Quella delle Tende"), e le tribù nobili discenderebbero da Kella, sua "figlia" (in realtà sua discendente di grado imprecisato; secondo alcune versioni, sarebbe stata figlia di Tahenkot "Gazzella", una delle tre figlie di Tin Hinan).
 
La lista degli amenukal (capo supremo dell'Ahaggar) che viene tramandata inizia da Salah, di cui si ignora la discendenza. In precedenza il potere spettava alla frazione degli Imenan, le cui donne godranno anche in seguito dell'epiteto nobiliare di timenukalin (femminile plurale di amenukal). 
Dopo i primi amenukal che si passarono il titolo di padre in figlio, il potere passa a trasmettersi per via matrilineare, e quindi di norma un amenukal non sarà più figlio del precedente amenukal, ma verrà scelto tra i figli delle zie materne di quest'ultimo. Questa trasmissione del potere per via matrilineare divenne la norma dopo che Sidi ag Mohammed ElKhir ebbe sposato Kella, "figlia" (discendente per via materna) di Tin Hinan.
- Salah (metà del XVIII secolo)
- Mohammed Elkhir (seconda metà del XVIII secolo)
- Sidi ag Mohammed Elkhir (fine del XVIII secolo)
- Yunes ag Sidi (ca. 1790-ca. 1820)
- Ag Mama ag Sidi (ca. 1820- ca. 1860)
- Elhadj Ahmed ag Elhadj Elbekri (1860-1877)
- Ahitaghel ag Mokhammed Biska (1877-1900)
- Attisi ag Amellal (1900-1905)
- Mokhammed ag Urzig (1900-1905)
- Musa ag Amastan (1905-1920)
- Akhamuk ag Ihemma (1921-1941)
- Meslagh ag Amayas (1941-1950)
- Bay ag Akhamuk (1950-1975)
- Hadj Musa ag Akhamuk (1975-2005)
- Edaber Ahmed ag Mohammed (2006-)

NOTE:

Tra il 1900 e il 1905 vi fu un periodo con due amenokal in una sorta di "coreggenza".
L'attuale amenokal è stato proclamato il 3 marzo 2006. Il suo predecessore era morto il 28 dicembre 2005.
Da tempo la carica è sostanzialmente solo onorifica, ma i tuareg del Nord mantengono in grande considerazione il loro amenukal, che spesso è anche deputato all'Assemblea Nazionale (parlamento) o al Senato dell'Algeria.